# Tronetshofen

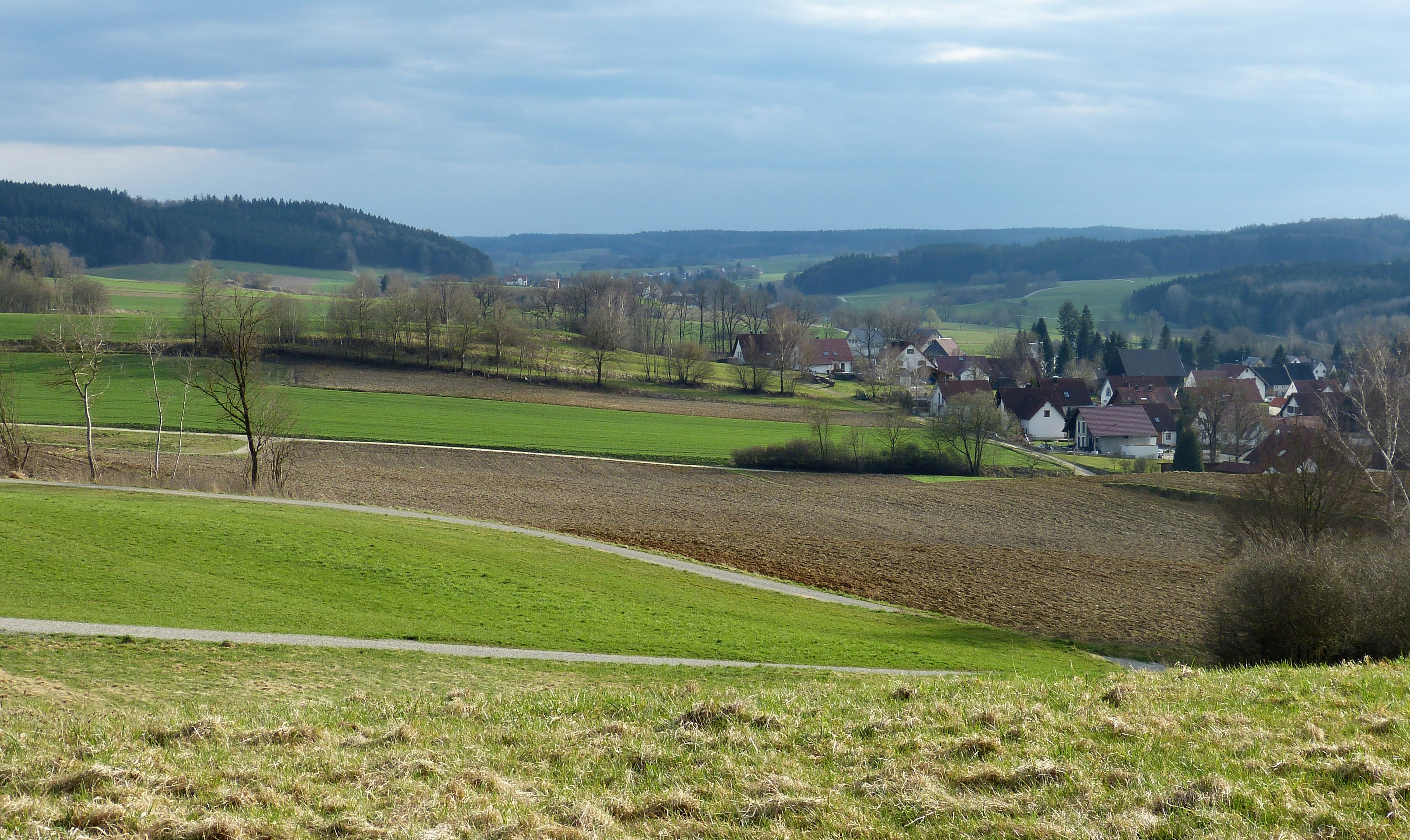
Das Schmuttertal bei Tronetshofen

Tronetshofen ist ein Gemeindeteil des Marktes Fischach im schwäbischen Landkreis Augsburg in Bayern (Deutschland).

## Lage
Das Dorf Tronetshofen liegt in den Stauden. Tronetshofen liegt an der Schmutter.
Die Kreisstraße A 2 führt von Fischach über Willmatshofen, Tronetshofen und Siegertshofen nach Mickhausen.

## Geschichte
Tronetshofen gehörte bis zur Gebietsreform in Bayern zur Gemeinde Kreuzanger (heute Ortsteil von Bobingen) und wurde am 1. Juli 1975 in den Markt Fischach umgemeindet.
Der größte Teil von Tronetshofen gehört zur katholischen Pfarrei Sankt Vitus in Willmatshofen, zwei Anwesen gehören zur Pfarrei Sankt Nikolaus in Siegertshofen.